# Daniel Sprafke
Daniel Sprafke ist ein deutscher Rechtsanwalt. Einer breiten Öffentlichkeit wurde er bekannt, als er im April 2018 André Eminger im NSU-Prozess verteidigte. Im Mordfall Susana erstattete Sprafke im Jahr 2018 Strafanzeige gegen den Präsidenten der Bundespolizei Dieter Romann wegen des Verdachts der Freiheitsberaubung zum Nachteil des Ali B. Damit wurde auch die sogenannte Heldentat hinterfragt. 